# Foresta di abeti rossi degli Appalachi Meridionali

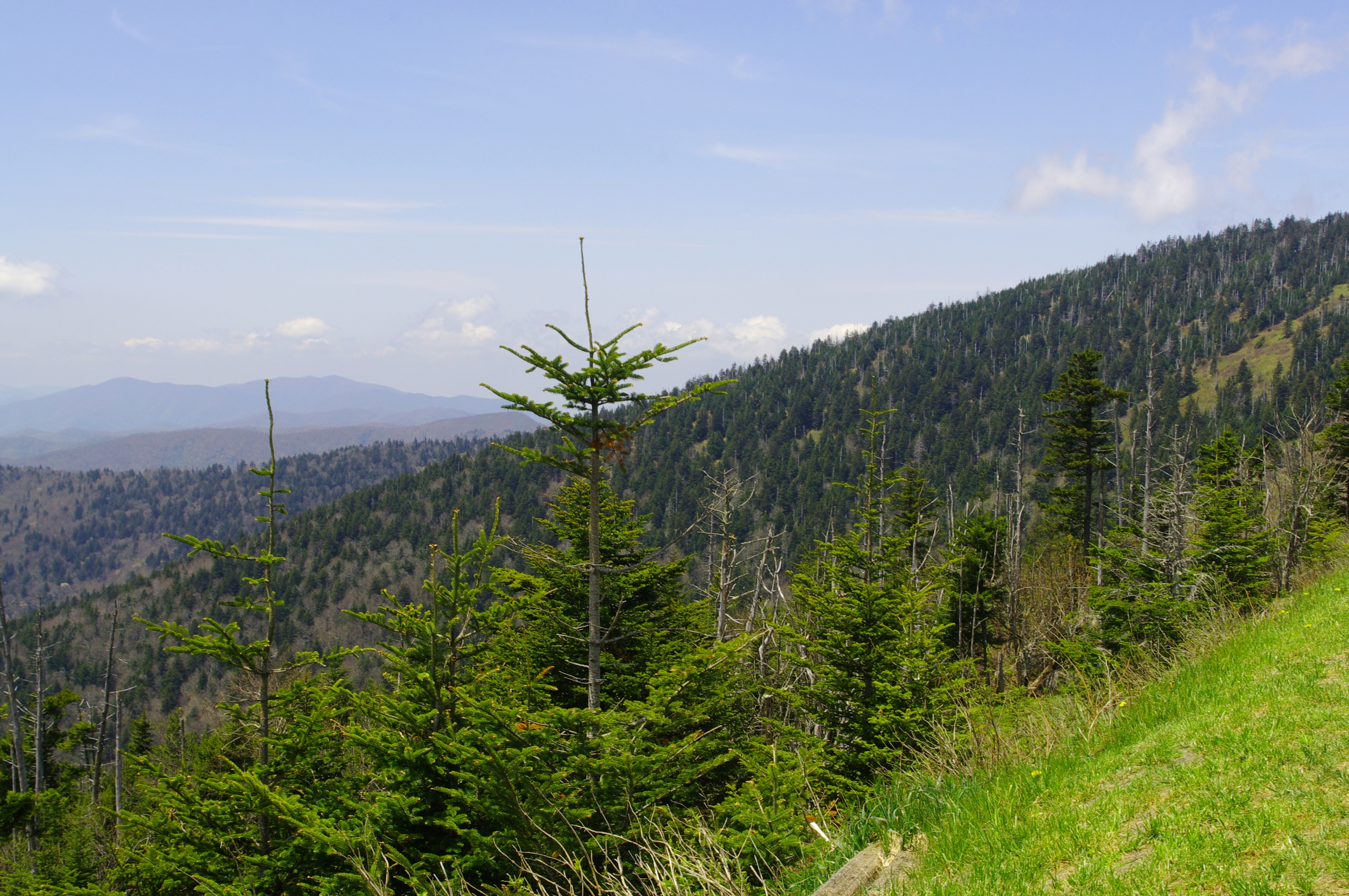
Abete rosso sulle pendici del Clingmans Dome

La foresta di abeti rossi degli Appalachi Meridionali (in inglese Southern Appalachian spruce-fir forest) è un'ecoregione del bioma delle foreste temperate di conifere, un tipo di foresta di conifere montane che cresce sulle alture più elevate dei Monti Appalachi meridionali, negli Stati Uniti d'America orientali.

## Descrizione
La foresta è il più alto e il più freddo tipo di foresta della catena appalachiana, che alligna a quote al di sopra dei 1.700 m (5.500 ft) dove il clima è troppo rigido per sostenere la foresta di latifoglie che domina le quote inferiori della regione. Un relitto dell'ultima era glaciale, questo tipo di foresta copre poco più di 260 km² (100 sq.mi.), ed è considerata il secondo ecosistema più a rischio di estinzione degli Stati Uniti.
I boschi di abeti rossi meridionali consistono principalmente di due specie sempreverdi aghifoglie— il peccio rosso e l'abete di Fraser, soprannominati rispettivamente "balsamo maschio" (he-balsam) e "balsamo femmina" (she-balsam). Gli enti regionali talvolta si riferiscono alla foresta di abeti rossi meridionali come alla foresta "canadese" o "boreale" a causa della sua somiglianza alla foresta boreale del Canada. Benché le foreste meridionali di abeti rossi siano imparentate con le foreste boreali e siano l'habitat di numerose specie vegetali e animali che sono più comuni alle latitudini settentrionali, nondimeno l'abete rosso meridionale è un ecosistema distinto ed unico.
Nell'arco dei due secoli passati, i boschi di abeti rossi meridionali sono stati decimati dal disboscamento, dall'inquinamento e da un'infestazione di afidi europei. La foresta di abeti rossi meridionali è l'habitat di una specie in pericolo, la Microhexura montivaga, e di parecchie specie minacciate. Benché il peccio rosso sia comune in tutta l'America del Nord, l'abete di Fraser fir— un parente dell'abete balsamico— si trova solo nei boschi di abeti rossi degli Appalachi Meridionali. Nella seconda metà del XX secolo, quasi tutti gli abeti di Fraser maturi degli Appalachi Meridionali furono sterminati dall'adelgide dell'abete— un parassita introdotto dall'Europa intorno al 1900.

## Presenza

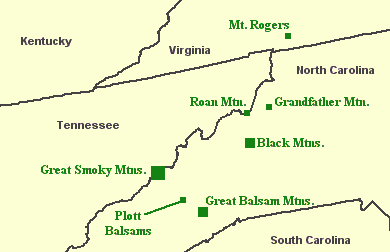
Principali boschi della foresta di abeti rossi degli Appalachi Meridionali

La foresta di abeti rossi degli Appalachi consiste di vari boschi che coprono un'area mista tra i 24.000 e 28.000 ettari (60.000 e 70.000 acri), sebbene stime meno prudenziali abbiano posto la copertura della foresta intorno a 36.000 ettari (90.000 acri). Il bosco più grande di abeti rossi meridionali è localizzato in cima alle Great Smoky Mountains sul confine Tennessee-Carolina del Nord, allungandosi approssimativamente dal Clingmans Dome a ovest al Monte Guyot a est. Un altro importante bosco di abeti rossi si trova in cima alle Black Mountains, e include un grande bosco in cima al Monte Mitchell. Altri boschi importanti si trovano nelle Great Balsam Mountains (nella Carolina del Sud) e nelle Plott Balsams (tra le Great Balsams e le Great Smokies). Le Great Craggy Mountains e il Monte Pisgah contengono boschi di pecci rossi, ma mancano abeti di Fraser.
Più a nord, le foreste di abeti rossi meridionali rivestono le altezze superiori del Monte Roan, particolarmente la parte occidentale della montagna tra Roan High Knob e Roan High Bluff, e un bosco più piccolo copre parte del vicino Monte Grandfather. Il bosco più a nord di abeti rossi meridionali degno di nota si trova in cima al Monte Rogers e alle vette adiacenti nella Virginia Sud-Occidentale. Sacche minori di foreste di abeti rossi sono state identificate in aree più fredde della Virginia Occidentale, sebbene queste normalmente siano considerate disgiunte dalla comunità di abeti rossi dell'altopiano.

### Proprietà
Grosso modo il 95% dei boschi esistenti di abeti rossi meridionali sono di proprietà di enti federali e statali, mentre il rimanente 5% è di proprietà privata. Approssimativamente l'85% dei boschi di abeti rossi meridionali si trovano su terre del Servizio dei parchi nazionali, vale a dire nel Parco nazionale delle Great Smoky Mountains e nel corridoio della strada panoramica di Blue Ridge, o su terre di proprietà statale, come presso il Parco statale del Monte Mitchell o il Parco statale di Grayson Highlands. Il rimanente 10% di boschi di abeti rossi meridionali di proprietà pubblica sono localizzati su terre controllate dal Servizio forestale degli Stati Uniti, vale a dire la Foresta nazionale di Pisgah nella Carolina del Nord, la Foresta nazionale di Cherokee nel Tennessee, e la Foresta nazionale di Jefferson in Virginia.

## Ecologia

### Clima

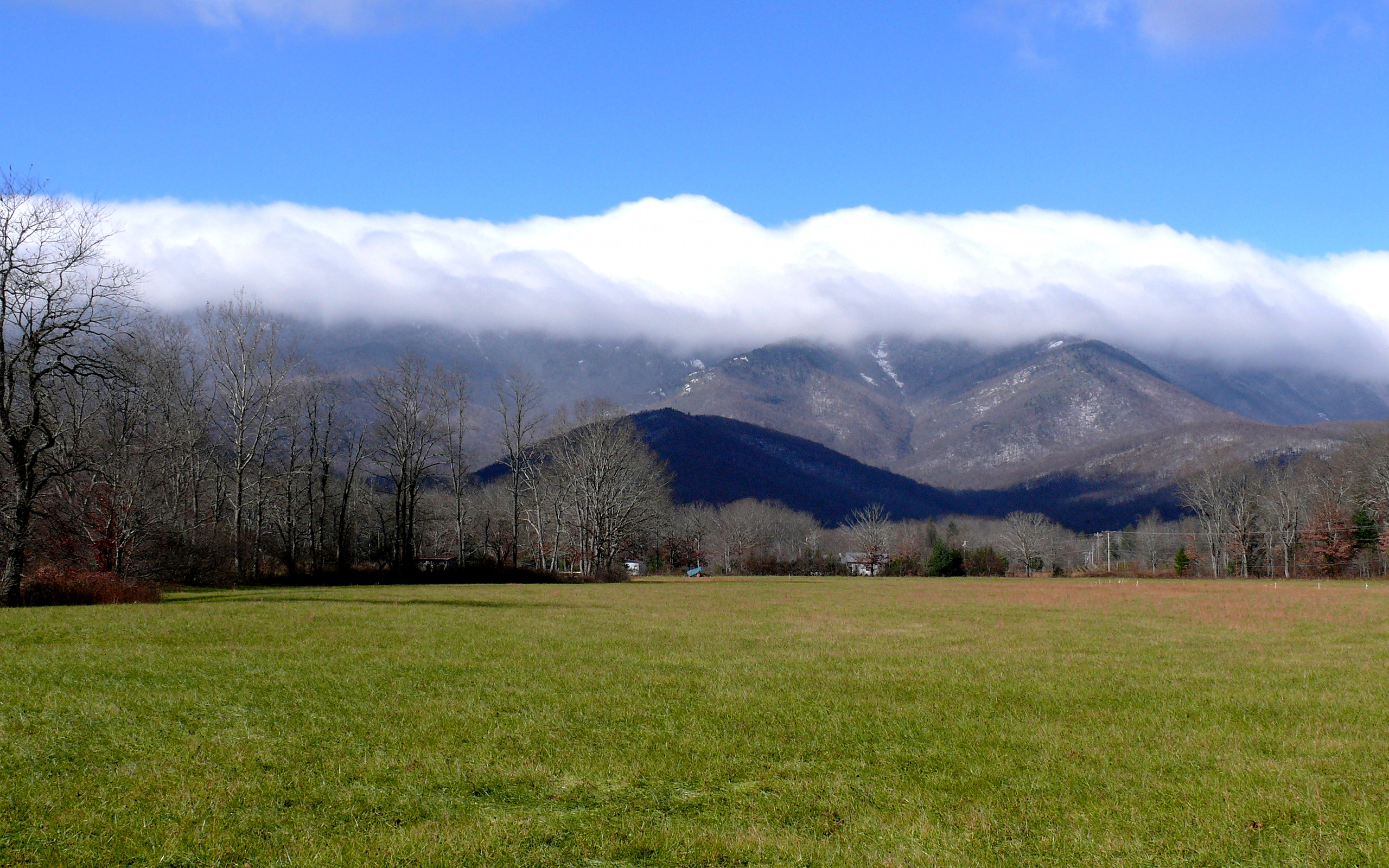
Tempesta di neve incombente sulle Black Mountains

Le zone di abeti rossi degli Appalachi Meridionali sono in media molto più fredde delle valli ad esse circostanti. Le temperature invernali possono abbassarsi fino a –34 °C (–30 °F), e possono sembrare molto più fredde se si tiene conto della temperatura percepita. Forti temporali e pesanti acquazzoni non sono insoliti in estate, e le zone di abeti rossi sono avvolte da nuvole fino al 25% del tempo.
Essendo in cima alle vette dei monti o ai crinali delle dorsali, le foreste di abeti rossi sono spesso soggette a venti con la forza di uragani, i più forti dei quali sono stati registrati a 282 km (175 miglia) all'ora. I suoli delle foreste di abeti rossi sono spesso ingombri di alberi sradicati dal vento, e le strade e i sentieri che attraversano le foreste di abeti rossi richiedono una manutenzione costante per rimuovere gli alberi e i rami abbattuti.

### Flora

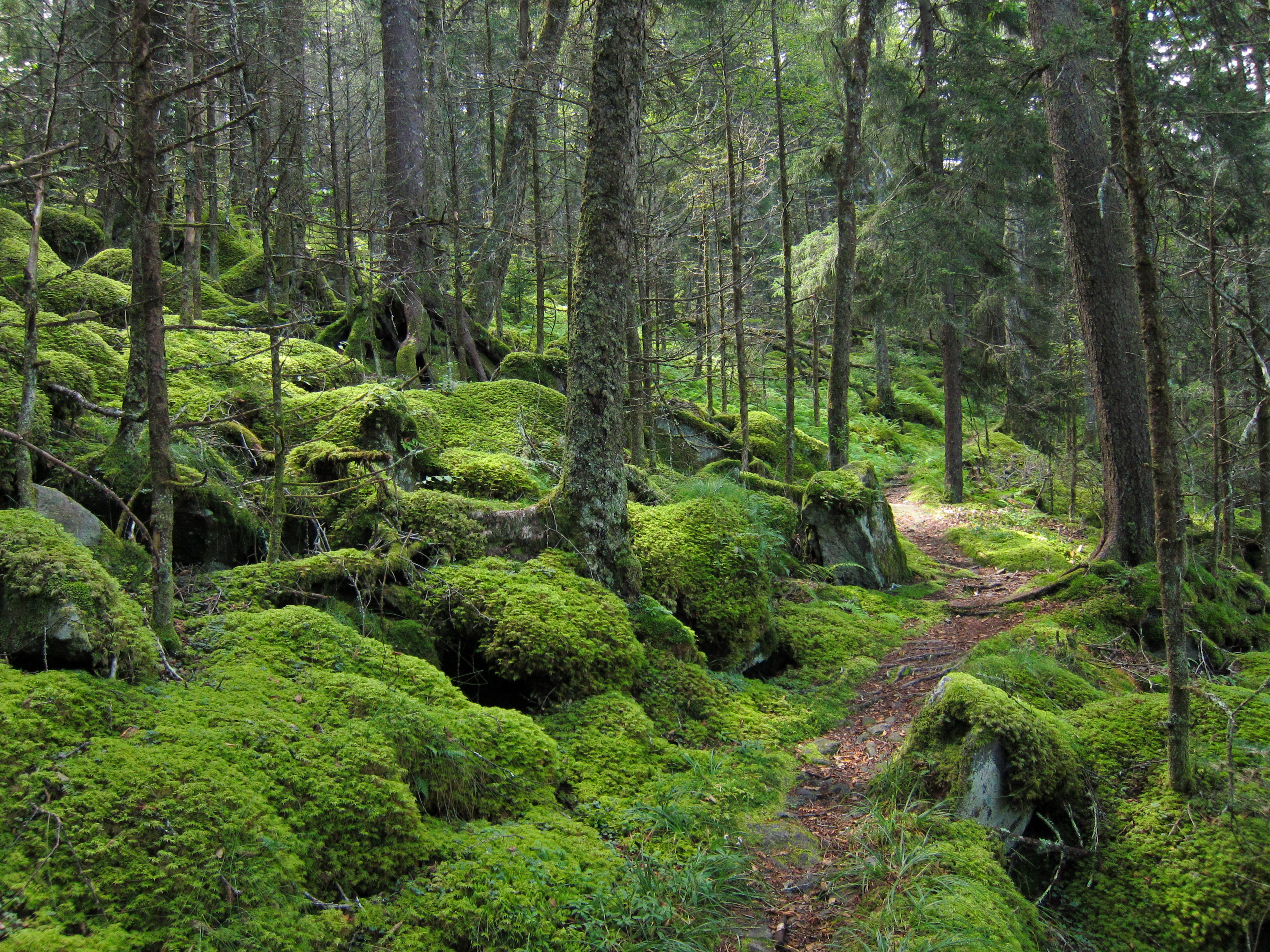
I muschi dominano il sottobosco degli abeti rossi vicino alla vetta del Monte Sterling nelle Great Smoky Mountains.

Il peccio rosso e l'abete di Fraser sopravvivono alle quote più alte degli Appalachi Meridionali grazie alla loro capacità di sopportare condizioni climatiche che sono troppo estreme per la maggior parte delle latifoglie. Entrambi hanno forme coniche e rami flessibili che riducono la probabilità di collassare sotto il peso di nevicate pesanti, ed entrambi hanno una sostanza grassa nei loro aghi che li protegge dal freddo estremo. Il peccio rosso si presenta già a 1.100 m (3.500 piedi) di altezza e normalmente diventa il tipo di albero dominante a 1.700 m (5.500 piedi). L'abete di Fraser appare a 1.700 m, e diventa il tipo di albero dominante a 1.900 m (6.200 piedi). I due alberi si possono distinguere dai loro aghi e dalle loro pigne, con gli abeti di Fraser che hanno aghi dalla forma smussata e pigne verticali e i pecci rossi che hanno aghi quadrangolari pungenti e pigne rivolte verso il basso. I pecci rossi più vecchi hanno oltre 300 anni, e i più alti crescono fino a oltre 30 m (100 piedi). Gli aghi degli abeti rossi, quando cadono, possono impiegare fino a dieci anni per decomporsi, e creano uno strato di humus relativamente acido conosciuto come "mor".
Alcune latifoglie settentrionali riescono a sopravvivere in mezzo all'ecosistema degli abeti rossi, vale a dire la betulla gialla, il sorbo americano e il ciliegio tardivo, quest'ultimo essendo particolarmente comune nelle aree danneggiate dal fuoco. Un tipico sottobosco di abeti rossi meridionali è l'habitat di arbusti come il rododendro di Catawba, il rovo senza spine, il mirtillo rosso e il viburno lantanoide. Lo strato erbaceo degli abeti rossi contiene felci come la felce dei boschi di montagna, la felce femmina e il licopodio, e oltre 280 specie di muschi. I fiori selvarici includono il fiore di maggio canadese, la clintonia boreale e l'acetosella. L'erba di Rugels si trova soltanto nella foresta di abeti rossi delle Great Smoky Mountains, ed è una delle otto specie di piante endemiche dell'ecosistema di abeti rossi degli Appalachi Meridionali.

### Fauna
Le foreste di abeti rossi degli Appalachi meridionali sono l'habitat di una specie a rischio, il Microhexura montivaga, un minuscolo ragno dell'infraordine Mygalomorphae che vive tra la ricca varietà di muschi delle foreste (e infatti in inglese è chiamato anche "ragno del muschio degli abeti rossi"). Un'altra specie a rischio, il glaucomio del nord, vive nelle foreste di abeti rossi e nei boschi adiacenti di latifoglie settentrionali. Le foreste di abeti rossi meridionali sono anche l'habitat preferito dalla salamandra pigmea, una delle varie specie di salamandra endemiche degli Appalachi Meridionali. Le specie di uccelli che si trovano nella foresta di abeti rossi includono scriccioli comuni, cince bigie americane, dendroiche fosche, rampichini americani, fiorrancini americani e civette capogrosso del Nordamerica, che sono tutti più comuni a latitudini settentrionali.

### Confronto con le foreste di abeti rossi settentrionali
Benché la predominanza di abeti e pecci dia alle foreste meridionali degli Appalachi una rassomiglianza alle foreste boreali del Canada e dell'Alaska, i due tipi predominanti di albero— peccio rosso e abete di Fraser— non si trovano nelle foreste boreali, e l'abete di Fraser non si trova al di fuori degli Appalachi Meridionali. Il clima tipico della foresta di abeti rossi degli Appalachi Meridionali, benché troppo estremo per la maggior parte delle latifoglie, è ancora più caldo e umido del Canada e dell'Alaska, e ammette alberi più alti e dalla crescita più veloce. Anche il sottobosco degli abeti rossi meridionali è molto più denso, e contiene piante come il rododendro di Catawba, che è assente nella metà settentrionale della catena.

## Storia

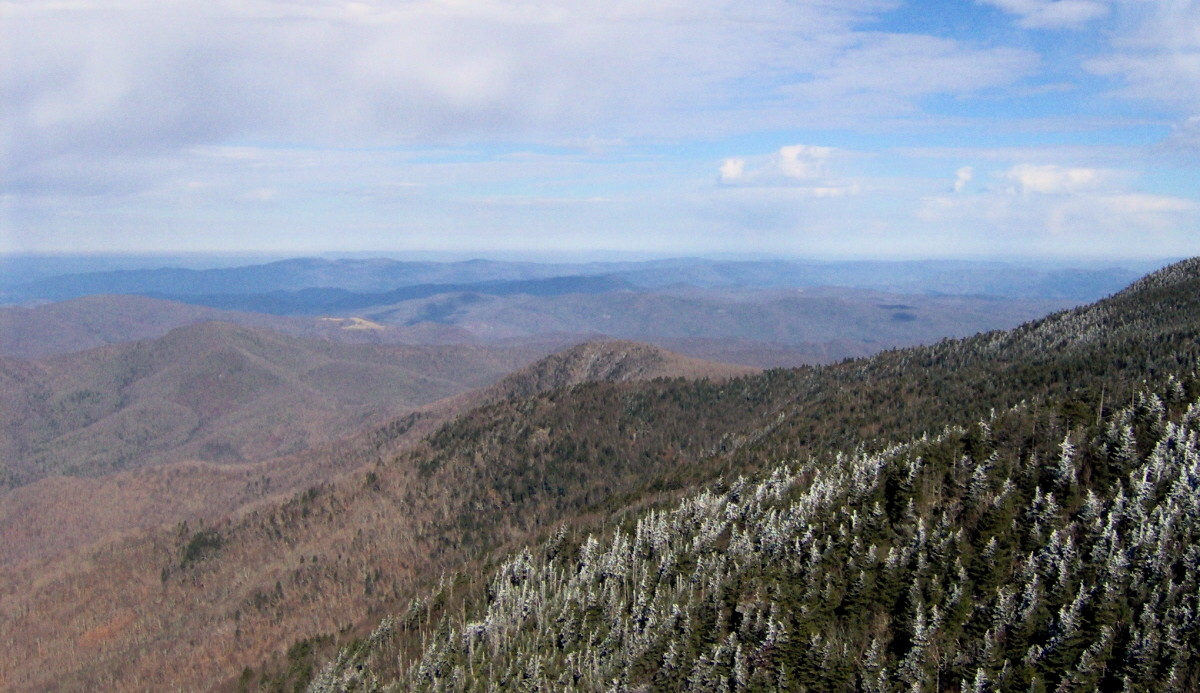
Veduta attraverso le pendici del Monte Roan che mostra il contrasto tra la volta verde scuro degli abeti rossi (destra) e la volta marrone spento dei decidui invernali (sinistra)

### Storia naturale
Benché i ghiacciai in espansione dell'ultima Era glaciale non siano arrivati fino agli Appalachi Meridionali, la loro invasione a nord portò nella regione temperature più basse. Approssimativamente 18.000 anni fa, quando l'ultima Era glaciale raggiunse il suo culmine, le foreste di abeti rossi coprirono gran parte degli Stati Uniti sud-orientali, allungandosi verso ovest nel Missouri e a sud fino alla Louisiana, mentre le foreste decidue furono limitate a pochi rifugi nelle pianure costiere. Una zona alpina— dove il clima è troppo rigido perché qualunque albero sopravviva— esisteva negli Appalachi Meridionali approssimativamente a 1.510 m (4.950 piedi), lasciando le altezze più elevate della regione rivestite di vegetazione della tundra e di permafrost. Tra 16.000 e 12.000 anni fa, le temperature cominciarono a riscaldarsi, e la foresta decidua ritornò nelle valli montane. Verso 10.000 anni fa circa, le zone alpine erano scomparse, e la foresta di abeti rossi si era ritirata nelle altezze più elevate della catena.

### Storia registrata
Botanici come John Bartram e André Michaux cominciarono a fare escursioni nelle diverse foreste degli Appalachi Meridionali già alla fine del XVIII secolo. In questo viaggio, Michaux fu accompagnato dal botanico scozzese John Fraser, che scoprì l'abete che ora porta il suo nome. I primi coloni diedero all'abete di Fraser il soprannome di "balsamo femmina" a causa delle vescicole bianche sulle estremità dei suoi rami, che sembravano contenere latte. L'apparenza scura della volta di abeti rossi in contrasto con la volta verde chiaro della foresta decidua è all'origine di numerosi nomi montani in tutti gli Appalachi Meridionali, in modo particolare nelle Black Mountains, nonché di singole vette come l'Old Black nelle Great Smokies. I soprannomi del peccio rosso e dell'abete di Fraser fir— balsamo maschio e balsamo femmina— influenzarono anche la nomenclatura degli Appalachi Meridionali, portando a nomi come Richland Balsam.
La generale inaccessibilità dei rilievi degli Appalachi Meridionali lasciò le foreste di abeti rossi perlopiù indisturbate per la maggior parte del XIX secolo, ad eccezione del Monte Mitchell e del Monte Roan, che divennero siti stagionali di villeggiatura per i turisti in cerca di fuga dalle afose temperature estive. Benché l'abbattimento selettivo degli alberi sia avvenuto fin dagli anni 1880, gli inizi del XX secolo videro un'esplosione dell'abbattimento in tutte le foreste di abeti rossi degli Appalachi Meridionali, specialmente durante la prima guerra mondiale, poiché l'abete rosso era un legno preferito per la costruzione degli aeroplani. Mentre le zone di abeti rossi delle Great Smokies furono in gran parte risparmiate (ad eccezione di alcuni abbattimenti intorno al Monte Collins), quasi metà dei pecci vergini in altri luoghi delle Blue Ridge Mountains meridionali furono o tagliati o distrutti da incendi legati all'abbattimento. Questa rapida devastazione condusse a numerosi movimenti di conservazione, compreso uno capeggiato dal governatore della Carolina del Nord Locke Craig che culminò nella creazione del Parco statale del Monte Mitchell nel 1915. La creazione delle foreste nazionali durante lo stesso periodo portò al controllo dell'abbattimento commerciale di alberi nella regione e permise a gran parte della foresta di cominciare a guarire.

## Minacce ambientali

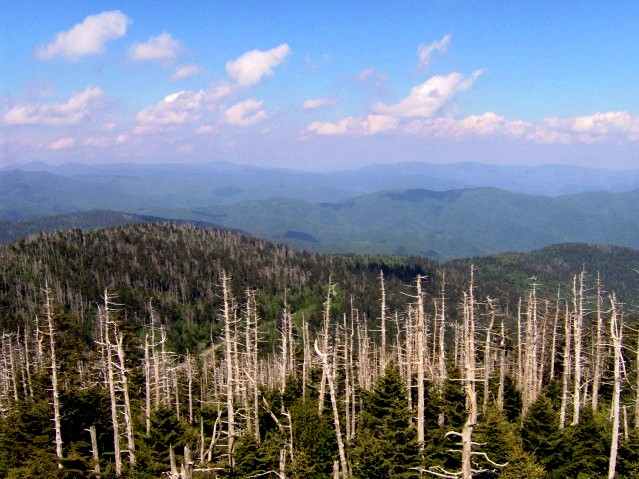
Tronchi morti di abeti di Fraser sulle pendici del Clingmans Dome

L'adelgide dell'abete, la minaccia più notevole per la foresta di abeti rossi meridionali, fu introdotta dall'Europa nella prima metà del XX secolo e decimò i boschi di abeti balsamici degli Appalachi Settentrionali. Nel 1957, fu scoperto in cima al Monte Mitchell e, verso il 1963, si era diffuso fino al Monte Sterling nelle Great Smoky Mountains. Durante i decenni successivi, l'adelgide dell'abete sterminò la maggior parte di tutti gli abeti di Fraser maturi degli Appalachi Meridionali. Benché i nuovi abeti di Fraser vivano abbastanza a lungo da gettare il seme, la maggior parte dei nuovi abeti sono attaccati e uccisi dopo appena pochi anni. I tentativi di sterminare l'adelgide introducendo specie che sono note darne preda sono in gran parte falliti. Gli sforzi di ripopolamento degli abeti di Fraser sono ulteriormente complicati dal fatto che le pigne dell'abete sono apprezzate dai coltivatori di alberi (specialmente i coltivatori di alberi di Natale), e lo United States Forest Service è sotto pressione costante per consentire la raccolta delle pigne.
La scomparsa degli abeti di Fraser maturi ha avuto un drastico impatto sull'ecosistema degli abeti rossi meridionali. si crede che la Microhexura montivaga, che preferiva i muschi che allignavano nell'ombra fredda sotto gli abeti maturi, sia stata estirpata in tutti i luoghi tranne alcuni nella Carolina del Nord. Il peccio rosso, ugualmente, che è facilmente danneggiato dai forti venti, dipendeva dai più robusti abeti di Fraser per la protezione alle quote più elevate spazzate dal vento. Si crede che anche l'inquinamento dell'aria e la pioggia acida stiano ostacolando la crescita dei pecci rossi (specialmente perché le zone degli abeti rossi sono spesso immerse tra le nuvole), sebbene sia discutibile in quale misura.

## Accesso

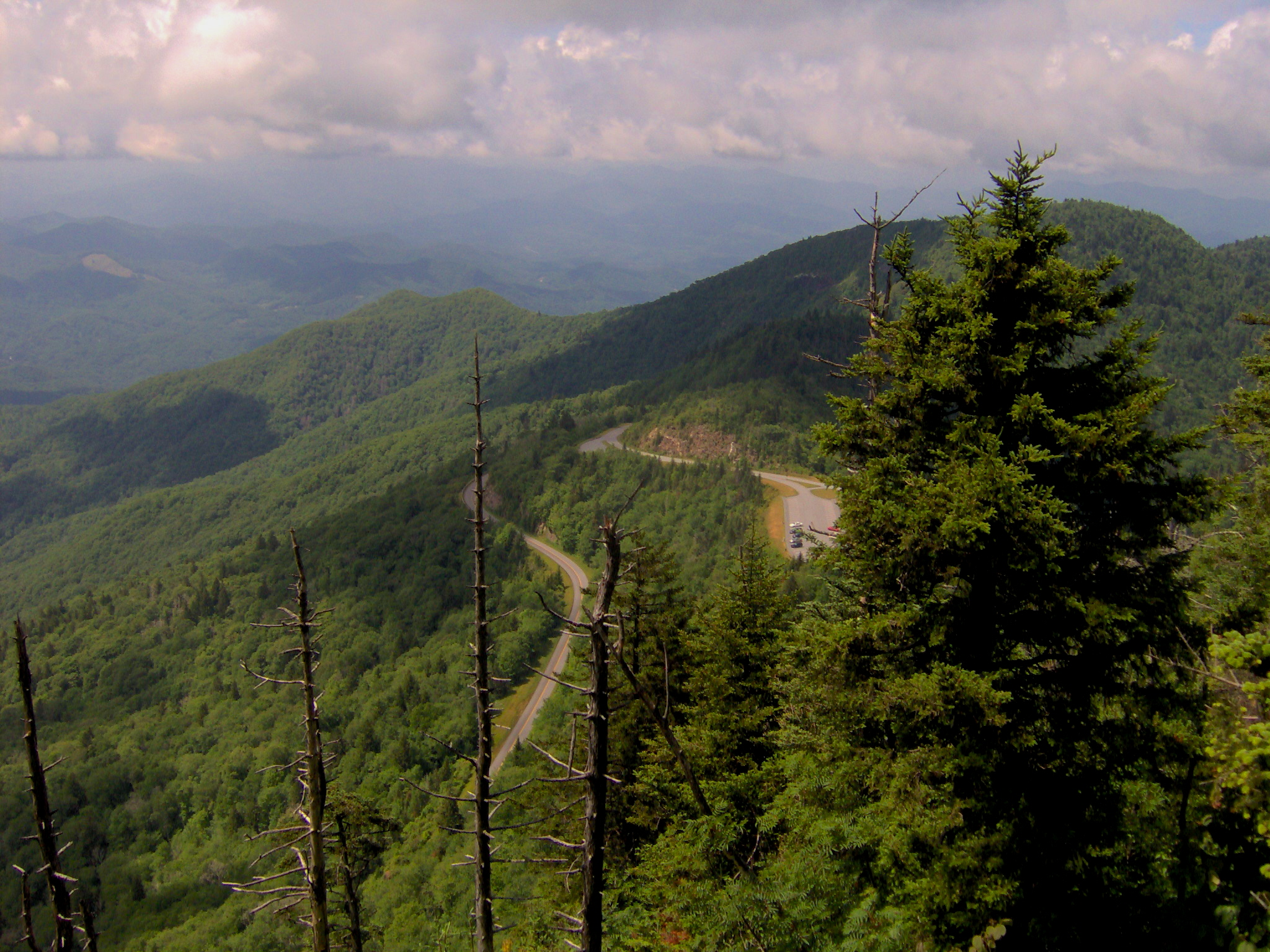
La Blue Ridge Parkway vista dalla vetta del Waterrock Knob.

Malgrado il loro generale isolamento, la maggior parte delle foreste di abeti rossi meridionali sono accessibili attraverso autostrade federali e statali. La Blue Ridge Parkway passa attraverso le regioni di abeti rossi nelle Plott Balsams, nelle Great Balsams, nelle Black Mountains (l'Autostrada statale 128 del N.C. collega la parkway al Monte Mitchell), nel Monte Grandfather e nel Monte Rogers. Nel Parco nazionale delle Great Smoky Mountains, la statale 441 (U.S. Route 441) sale fino al passo di Newfound Gap in mezzo al bosco di abeti rossi delle Great Smokies, dove interseca la strada di 11 km (7 miglia) per il Clingmans Dome. Al bosco di abeti rossi del Monte Roan si accede attraverso l'autostrada statale highway— designata come Autostrada 143 in Tennessee e Autostrada 261 nella Carolina del Nord— e una strada asfaltata arriva al valico tra Roan High Knob e Roan High Bluff, dove c'è un grande giardino di rododendri.
Il Sentiero degli Appalachi attraversa le foreste di abeti rossi nelle Great Smokies e in cima al Monte Roan e al Monte Rogers. Altri importanti sentieri nella zona degli abeti rossi meridionali includono il Deep Gap Trail nelle Black Mountains e il Balsam Mountain Trail e il Boulevard Trail nelle Great Smokies. Sentieri minori (parte del corridoio della Blue Ridge Parkway) accedono alle vette del Waterrock Knob nelle Plott Balsams e del Richland Balsam nelle Great Balsams.